# إريك إريشسن
إريك إريشسن (بالنرويجية البوكمول: Erik Erichsen)‏ هو مجدف نرويجي، ولد في 15 يوليو 1950 في أوسلو في النرويج.

## وصلات خارجية
- إريك إريشسن على موقع الاتحاد الدولي للتجديف (الإنجليزية)
- إريك إريشسن على موقع اللجنة الأولمبية الدولية (الإنجليزية)
- إريك إريشسن على موقع أوليمبيديا (الإنجليزية)